# Steinmaur
Steinmaur (toponimo tedesco) è un comune svizzero di 3 464 abitanti del Canton Zurigo, nel distretto di Dielsdorf.

## Monumenti e luoghi d'interesse

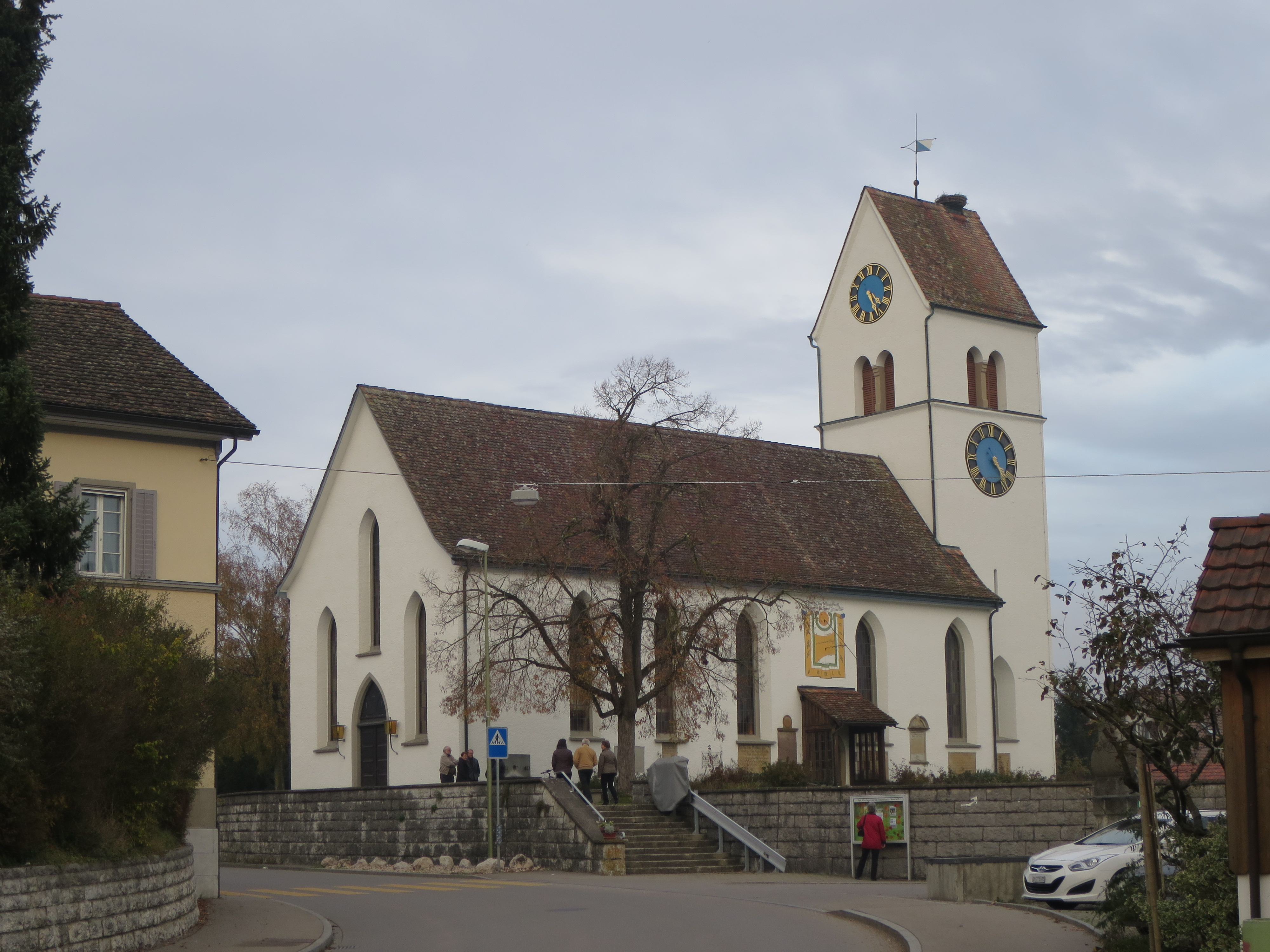
La chiesa riformata

- Chiesa riformata, attestata dal 1275 e ricostruita nel XIV-XV secolo e nel 1952[1].

## Società

### Evoluzione demografica
L'evoluzione demografica è riportata nella seguente tabella:
Abitanti censiti

## Amministrazione
Ogni famiglia originaria del luogo fa parte del cosiddetto comune patriziale e ha la responsabilità della manutenzione di ogni bene ricadente all'interno dei confini del comune.

## Infrastrutture e trasporti
Steinmaur è servito dall'omonima stazione sulla ferrovia Oberglatt-Niederweningen.